# St. Gallus (Erzberg)

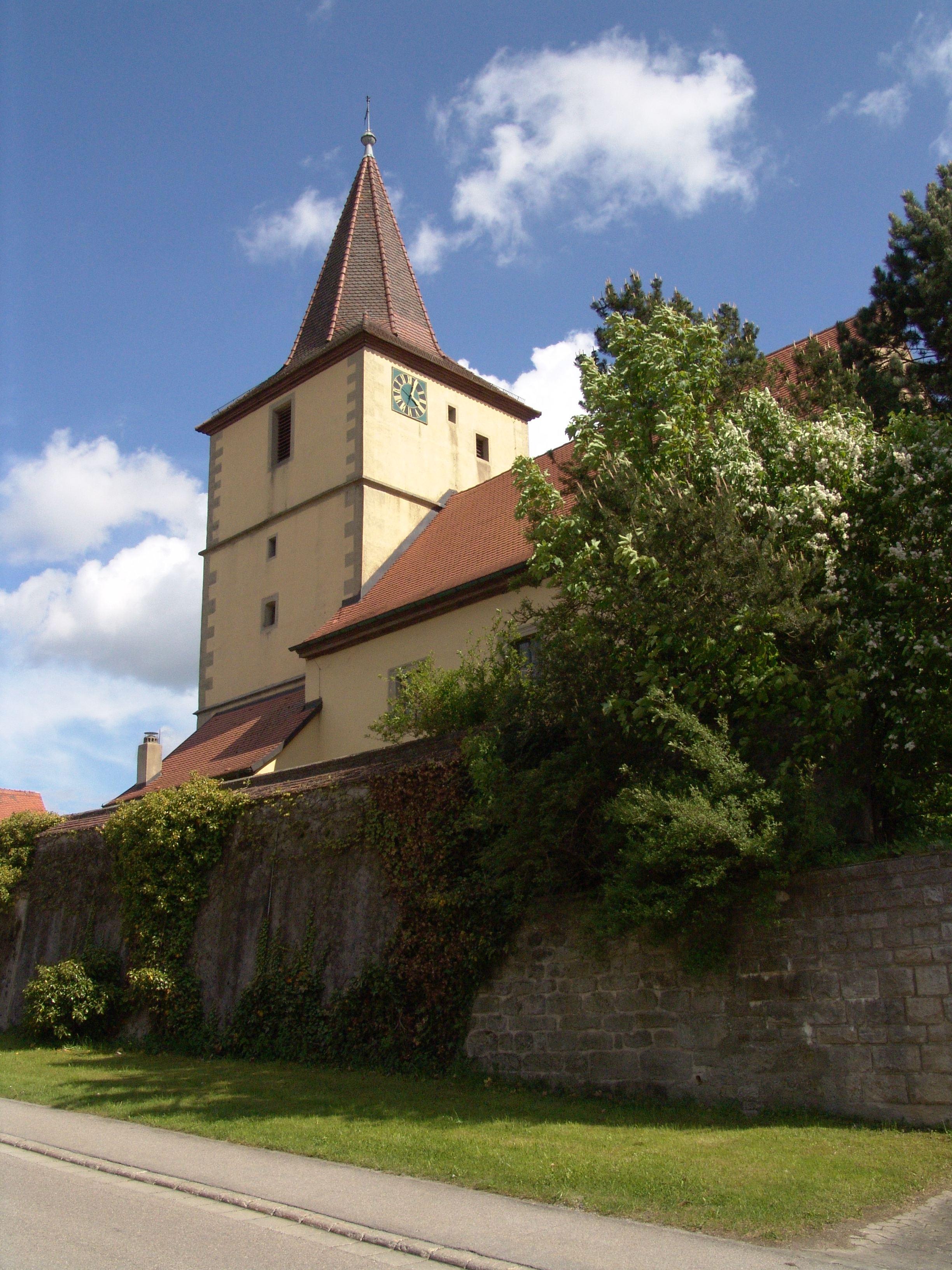
St. Gallus (Erzberg)

Die evangelische, denkmalgeschützte Kirche St. Gallus ist die Pfarrkirche von Erzberg, einem Gemeindeteil der Gemeinde Wörnitz im Landkreis Ansbach (Mittelfranken, Bayern). Das Bauwerk ist unter der Denkmalnummer D-5-71-228-7 als Baudenkmal in der Bayerischen Denkmalliste eingetragen. Die Kirchengemeinde gehört zur Pfarrei Wörnitz des Dekanats Rothenburg ob der Tauber im Kirchenkreis Ansbach-Würzburg der Evangelisch-Lutherischen Kirche in Bayern.

## Beschreibung
Der verputzte und mit Ecksteinen versehene Chorturm, dessen drei Geschosse mit Geschossgesimsen unterteilt sind, wurde Mitte des 14. Jahrhunderts gebaut. Sein oberstes Geschoss beherbergt die Turmuhr und den Glockenstuhl, in dem drei reparaturbedürftige Kirchenglocken hängen. Darauf sitzt ein achtseitiger spitzer Helm.
Im Chor, d. h. im Erdgeschoss des Chorturms sind mittelalterliche Fresken erhalten. Das Langhaus, dessen Gewände aus Werksteinen bestehen, wurde 1723 an den Chorturm nach Westen angebaut. Der Innenraum des Langhauses, der an drei Seiten Emporen hat, ist mit einer Holzbalkendecke überspannt, der des Chors mit einem Kreuzrippengewölbe. Das Altarretabel des frühen 17. Jahrhunderts enthält eine geschnitzte Kreuzigungsgruppe.